# 聖馬丁 (聖薩爾瓦多省)
13°44′N 89°3′W / 13.733°N 89.050°W

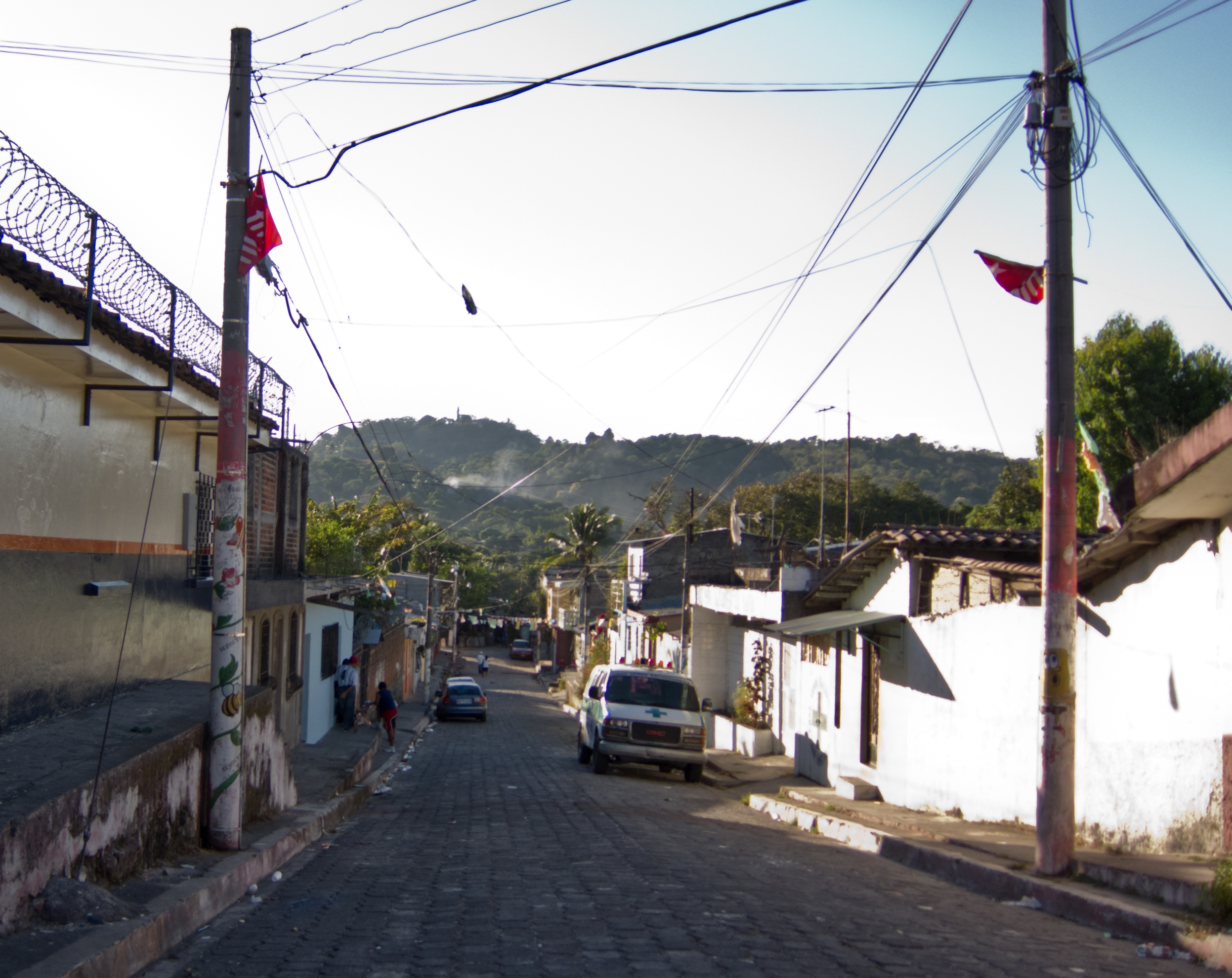

聖馬丁（西班牙語：San Martín），是薩爾瓦多的城鎮，位於該國中西部，由聖薩爾瓦多省負責管轄，面積55.84平方公里，海拔高度714米，2007年人口72,758，人口密度每平方公里1,302.97人。